# Иса Челеби
Иса Челеби е син на Баязид I, който след разгрома на османската армия при Ангора (днешна Анкара) на 28 юли 1402 г. (виж битка при Ангора) успява да овладее Бурса.
Подгонен от брат си, който също е и бъдещият султан Мехмед I, бяга в Константинопол. Със съдействието на управляващия в Румелия свой брат Сюлейман Челеби, през 1403 г. е изпратен начело на голяма войска от брат си и византийския император срещу Мехмед в Мала Азия с цел да го изтласка от Бурса и северозападния Анадол. Разбит от Мехмед, по-нататъшната му съдба е неизвестна, като се предполага, че е заловен и убит.